# 6.º governo republicano (Portugal)
O 6.º governo da Primeira República Portuguesa, nomeado a 9 de fevereiro de 1914 e exonerado a 23 de junho de 1914, foi liderado por Bernardino Machado. Seguiu-se-lhe um novo governo de Bernardino Machado, que durou de 23 de junho a 12 de dezembro de 1914.
A sua constituição era a seguinte:
| Cargo                              | Detentor | Detentor                                      | Período                                      |
| ---------------------------------- | -------- | --------------------------------------------- | -------------------------------------------- |
| Presidente do Ministério           |          | Bernardino Machado (1851–1944)                | 9 de fevereiro de 1914 a 23 de junho de 1914 |
| Ministro do Interior               |          | Bernardino Machado (1851–1944)                | 9 de fevereiro de 1914 a 23 de junho de 1914 |
| Ministro da Justiça                |          | Manuel Monteiro (1879–1952)                   | 9 de fevereiro de 1914 a 23 de junho de 1914 |
| Ministro das Finanças              |          | Tomás Cabreira (1865–1918)                    | 9 de fevereiro de 1914 a 23 de junho de 1914 |
| Ministro da Guerra                 |          | António Pereira de Eça (1852–1917)            | 9 de fevereiro de 1914 a 23 de junho de 1914 |
| Ministro da Marinha                |          | Augusto Eduardo Neuparth (1859–1925)          | 9 de fevereiro de 1914 a 23 de junho de 1914 |
| Ministro dos Negócios Estrangeiros |          | Bernardino Machado (interino) (1851–1944)     | 9 de fevereiro de 1914 a 23 de maio de 1914  |
| Ministro dos Negócios Estrangeiros |          | Alfredo Augusto Freire de Andrade (1859–1929) | 23 de maio de 1914 a 23 de junho de 1914     |
| Ministro do Fomento                |          | Aquiles Gonçalves (1880–1915)                 | 9 de fevereiro de 1914 a 23 de junho de 1914 |
| Ministro das Colónias              |          | Alfredo Augusto Lisboa de Lima (1866–1935)    | 9 de fevereiro de 1914 a 23 de junho de 1914 |
| Ministro da Instrução Pública      |          | José Sobral Cid (1877–1941)                   | 9 de fevereiro de 1914 a 23 de junho de 1914 |